# High Prairie
High Prairie är en ort i Kanada.   Den ligger i provinsen Alberta, i den centrala delen av landet, 3 000 km väster om huvudstaden Ottawa. High Prairie ligger 593 meter över havet och antalet invånare är 2 878.
Terrängen runt High Prairie är platt, och sluttar norrut. Trakten runt High Prairie är nära nog obefolkad, med mindre än två invånare per kvadratkilometer.. Det finns inga andra samhällen i närheten.
Omgivningarna runt High Prairie är en mosaik av jordbruksmark och naturlig växtlighet.